# IC 1495
IC 1495 је спирална галаксија у сазвјежђу Водолија која се налази на листи објеката дубоког неба у Индекс каталогу.
Деклинација објекта је - 13° 29' 7" а ректасцензија 23h 30m 47,5s. Привидна величина (магнитуда) објекта IC 1495 износи 13,3 а фотографска магнитуда 14,1. IC 1495 је још познат и под ознакама IC 5327, MCG -2-59-24, IRAS 23281-1345, PGC 71631.